# Rhodeus sinensis
Rhodeus sinensis е вид лъчеперка от семейство Шаранови (Cyprinidae). Видът не е застрашен от изчезване.

## Разпространение и местообитание
Разпространен е в Китай (Анхуей, Вътрешна Монголия, Гансу, Гуандун, Гуанси, Гуейджоу, Джъдзян, Дзилин, Дзянси, Дзянсу, Ляонин, Нинся, Пекин, Съчуан, Тиендзин, Фудзиен, Хайнан, Хубей, Хунан, Хъбей, Хъйлундзян, Хънан, Цинхай, Чунцин, Шандун, Шанси, Шанхай, Шънси и Юннан), Русия (Амурска област), Северна Корея и Южна Корея. Внесен е в Мианмар.
Обитава сладководни и полусолени басейни, реки и канали в райони със субтропичен климат.

## Описание
На дължина достигат до 5,2 cm.
Популацията на вида е нарастваща.